# Dennis Warmerdam
Dennis Warmerdam né le 6 août 1994 aux Pays-Bas, est un joueur de hockey sur gazon néerlandais. Il évolue au poste d'attaquant au Pinoké et avec l'équipe nationale néerlandaise.
Il a fait ses débuts contre la Belgique le 26 novembre 2021 lors de la 3ème saison de la Ligue professionnelle de hockey sur gazon 2021-2022,.

## Carrière

### Championnat d'Europe des moins de 21 ans
- : 2014[5]